# Hyllus congoensis
Hyllus congoensis là một loài nhện trong họ Salticidae.
Loài này thuộc chi Hyllus. Hyllus congoensis được Roger de Lessert miêu tả năm 1927.